# David Kolbaia
David Kolbaia (ur. 9 września 1963) – polski i gruziński historyk, kartwelolog. 

## Życiorys
Absolwent historii na Uniwersytecie w Tbilisi (1990). W 1996 doktorat Gruzja od XVII do początków XIX wieku w relacjach i pracach misjonarzy polskich pod kierunkiem Andrzeja Woźniaka w Katedrze Etnologii i Antropologii Kulturowej w Instytucie Historycznym UW. Pracownik Studium Europy Wschodniej Wydziału Orientalistycznego Uniwersytetu Warszawskiego (kierownik Seminarium Kaukaskiego). Kierownik Stacji Kaukaskiej Uniwersytetu Warszawskiego w Tbilisi. Założyciel i redaktor naczelny pisma "Pro Georgia. Journal of Kartvelological Studies". Wykładał historię Kaukazu na wielu uniwersytetach europejskich m.in. Humboldta, Santiago de Compostela, Halle-Wittenberg, na Uniwersytecie im. Iwane Dżawachiszwili w Tbilisi. W 2009 otrzymał tytuł doktora honoris causa Uniwersytetu św. Grzegorza Peradze w Tbilisi.
W 2014 uhonorowany Medalem im. Iwane Dżawachiszwili Państwowego Uniwersytetu w Tbilisi. W 2015 roku otrzymał Nagrodę im. św. Grzegorza Peradze. W 2016 za wybitne zasługi w upowszechnianiu wiedzy o wspólnej historii Polski i Gruzji, za popularyzowanie polskiej kultury i rozwijanie polsko-gruzińskiej współpracy odznaczony Krzyżem Kawalerskim Orderu Odrodzenia Polski. W 2023 otrzymał Złoty Medal Reipublicae Memoriae Meritum.

## Wybrane publikacje
- Nawrócenie Kartlii = Mokcewaj Kartlisaj, ze starogruz. przeł. i przypisami opatrzył Dawid Kolbaja, wstęp Mariam Lordkipanidze, Warszawa: UW 1995.
- Adam Mic'keviči, Pan T`adeozi anu ukanaskneli t`avdasxma Litvaši : aznaurt`a ambavi 1811-1812 clebši t`ormet cignad da lek`sad t`k`muli, poln. t`arg. Vitali Ugrexelijem ; tek`sti dedant`an šead. bolot`k`ma daurt`o da gamosac`emad moam. Davit Qolbaiam, Varšava: Varšavis Universiteti, Ossolinskebis saxelobis Erovnuli Instituti 2011.
- (współautorzy: Piotr Hlebowicz, Piotr Warisch), Gruzja nieznana: wspólne losy Gruzinów i Polaków, Kraków: Fado Studio Anetta Warisch - Dom Wydawniczy Rafael 2011.
- Grigol P'eraje = Grigol Peradze, Bermonazvnobis istoriisat'vis Sakart'veloši: k'art`uli eklesiis ujvelesi istoria = history of monasticism in Georgia : early history of the Georgian Church, gamosac'emad moamzada, šesavali cerili da damatebit'i šenišvnebi daurt'o Davit' Qolbaiam = ed. by David Kolbaia, Warsaw = Varšava: Centre for East European Studies Faculty of Oriental Studies. University of Warsaw= Varšavis Universiteti 2012.
- Grigol P'eraje, Cinarebizantiuri k'art'uli liturgikis šesaxeb, patrologia, poezia, k'adagebani, gamosac'emad moamzada da damatebit'i šenišvnebi daurt'o Davit' Qolbaiam, Varšava: Varšavis Universiteti 2014.